# (849) Ara
(849 Ara) (prov. Designació: A912 CD o 1912 NY ) és un asteroide de fons metàl·lic gran, de diàmetre aproximadament de 80 quilometres (50 milles), que es troba a la regió exterior del cinturó d'asteroides. Va ser descobert el 9 de febrer de 1912 per l'astrònom rus Sergey Belyavsky a l'Observatori Simeiz de la península de Crimea. L'asteroide de tipus M té un curt període de rotació de 4,1 hores i és probable que tingui una forma allargada. Va rebre el nom de l'American Relief Administration (ARA) per l'ajut prestat durant la Fam russa de 1921–22.

## Denominació
Aquest planeta menor va rebre el nom de l'American Relief Administration (ARA), en agraïment per l'ajut que va donar durant la Fam russa de 1921–22. Encapçalada per Herbert Hoover, l'ARA va ser una missió de socors després de la Primera Guerra Mundial a Europa, que també va incloure la Rússia post-revolucionària més endavant. El nom va ser esmentat a Els noms dels planetes menors per Paul Herget el 1955 (Herget's discovery circumstances).